# Sentada en la Biblioteca de Alexandria
La sentada en la Biblioteca de Alexandria fue una de las primeras acciones de sentada organizadas en los Estados Unidos, y fue pionera en el uso de la acción directa no violenta para exigir la igualdad de derechos para los afroamericanos. El 21 de agosto de 1939, cinco hombres negros se sentaron dentro de la Biblioteca Pública de Aleandria y leyeron libros en silencio, una transgresión de la política de la biblioteca de "sólo blancos". Sus acciones fueron coordinadas por el abogado Samuel Wilbert Tucker, quien planeó la acción para crear un caso de prueba que desafiara la política de segregación racial de la biblioteca. Los hombres fueron escoltados fuera de la biblioteca por la policía y acusados de alteración del orden público. No se emitió un fallo en su caso judicial; y fue hasta octubre de 2019 que se desestimaron todos los cargos contra los hombres. La sentada de Alexandria es uno de los primeras estrategias precursoras en Estados Unidos utilizadas durante el movimiento por los derechos civiles.

## Antecedentes y planificación
La Biblioteca de Alexandria se construyó en Queen Street en 1937 sobre un antiguo cementerio cuáquero, con el consentimiento de la Sociedad de Amigos. Esta reemplazó una biblioteca de suscripciones ubicada en el antiguo Lee Camp Hall, que anteriormente había albergado a veteranos confederados. Fue construida con fondos federales de la Public Works Administration y mano de obra de la Works Progress Administration, así como dinero donado por la familia de Kate Waller Barrett, que insistió en que la ciudad de Alexandria se comprometiera a pagar sus gastos operativos. Aunque la financiación de la biblioteca era a través de los impuestos pagados por todos los miembros de la comunidad, a los negros no se les permitía utilizar la biblioteca.
Samuel Wilbert Tucker había crecido a sólo dos cuadras de la Biblioteca de Alexandria. Realizó sus estudios profesionales en la Universidad Howard y, aunque no asistió a la facultad de derecho, aprobó el examen de abogacía de Virginia en 1934, a los 20 años. En 1935, el año siguiente, juró su cargo y comenzó a ejercer la abogacía. Intentó durante varios años solicitar a la biblioteca que otorgara acceso igualitario, pero sin éxito.
Tucker desarrolló una estrategia para usar los tribunales para obligar a la ciudad a permitir el acceso: el primer paso sería pedir una tarjeta de biblioteca, y el segundo sería una sentada pacífica. El 17 de marzo de 1939, Tucker y su amigo, el sargento retirado del ejército George Wilson, visitaron la biblioteca; Wilson llenó una solicitud para obtener una tarjeta de biblioteca y el bibliotecario rechazó la petición de Wilson. Posteriormente, Tucker presentó una demanda en nombre de Wilson, alegando que se habían violado sus derechos. Si bien la Ley de Reuniones Públicas de Virginia de 1926 exigía la segregación racial entre personas blancas y negras, no permitía excluir por completo a las personas negras. Tucker continuó con sus planes capacitando a ocho hombres afroamericanos locales de entre 18 y 22 años sobre cómo llevar a cabo una protesta no violenta. Cinco de estos jóvenes participarían en la sentada en la biblioteca, mientras que los otros tres fueron mantenidos en casa por sus padres temerosos de la amenaza de violencia.

## Sentada y consecuencias inmediatas
El 21 de agosto de 1939, cinco jóvenes negros bien vestidos entraron en la Biblioteca de Alejandría, uno por uno: William Evans, Edward Gaddis, Morris Murray, Clarence Strange y Otto L. Tucker (el hermano de Samuel). Cada uno de ellos solicitó cortésmente una tarjeta de biblioteca, y cuando el bibliotecario se la negó, cada uno se dirigió a un estante, tomó un libro y se sentó en una mesa. Se sentaron en mesas separadas y no hablaron entre sí, ya que Tucker quería asegurarse de que no tomaran ninguna acción que justificara una acusación de conducta desordenada. La bibliotecaria, Katherine A. Scoggins, corrió al ayuntamiento para informar al administrador de la ciudad de lo que estaba sucediendo, y él llamó a la policía. Tucker llamó a los medios de comunicación y más de 300 espectadores vieron cómo la policía escoltaba a los cinco hombres fuera del edificio. También estuvieron presentes fotógrafos de periódicos blancos y negros para registrar la escena.
Los cinco jóvenes fueron acusados de alteración del orden público, a pesar de que todos los testimonios de los testigos fueron claros en cuanto a que se comportaron bien en todo momento. Tucker los defendió ante el tribunal y el juez evitó emitir un fallo. Mientras tanto, el juez en el caso de George Wilson decidió que Wilson no había demostrado adecuadamente que vivía en Alejandría, pero que Wilson debía presentar una nueva solicitud y que la biblioteca estaría obligada a emitirle una tarjeta de biblioteca.
La junta directiva, con personas blancas, de la Biblioteca de Alejandría, siguió resistiéndose a la integración y se estancó con intensas negociaciones. La junta aprobó rápidamente la construcción de una biblioteca "separada pero igualitaria" para afroamericanos, que se inauguró en abril de 1940. La mayoría de los libros de la nueva biblioteca Robert H. Robinson eran libros usados donados o desechados de la biblioteca principal de Alexandria. Tucker rechazó una invitación para solicitar una tarjeta de biblioteca en esta sucursal segregada, argumentando que debería tener acceso igualitario a la biblioteca principal.

## Desarrollos posteriores
Tucker pasó a trabajar como abogado de la NAACP, defendiendo derechos civiles innovadores en todo Virginia y ante la Corte Suprema de los Estados Unidos. Virginia continuó con sus esfuerzos masivos de resistencia para imponer la segregación; la Biblioteca de Alejandría finalmente se integró para los adultos en 1959. La biblioteca Robinson continuó brindando servicios a los niños negros hasta 1962, cuando también se les permitió utilizar la biblioteca principal.
En 2019, la investigación realizada por el personal de la biblioteca mostró que el juez nunca había emitido un fallo y que los cargos contra los cinco hombres aún estaban pendientes. En octubre de 2019, el Tribunal de Circuito de Alejandría desestimó todos los cargos y dictaminó que los hombres estaban "ejerciendo legalmente sus derechos constitucionales a la libertad de reunión, expresión y de solicitar al gobierno que modificara la política establecida de segregación sancionada en el momento de su arresto" y que no se deberían haber presentado cargos.

## Legado
Según Audrey Davis, directora del Alexandria Black History Museum, el evento fue "una grieta temprana en el muro de la segregación", que ayudó a allanar el camino para futuros logros de los afroamericanos. La investigadora en bibliotecas Brenda Mitchell-Powell analiza la importancia de elegir una biblioteca como lugar para una protesta por los derechos civiles, escribiendo que "indica la conciencia de Tucker de la centralidad de las bibliotecas como escenarios para la participación y el empoderamiento cívico y democrático [...]". Es importante destacar que la sentada demostró que la protesta no violenta podía ser una estrategia eficaz en la lucha contra la segregación.
En 1999, Matt Spangler escribió y produjo un documental titulado Out of Obscurity: The Story of the 1939 Alexandria Library Sit-In (Fuera de la oscuridad: la historia de la sentada en la Biblioteca de Alexandria de 1939), que incluía material de archivo de entrevistas con miembros de la protesta y una dramatización de la sentada.